# Матах
Матах (вірм. Մատաղ) — традиційна благодійна пожертва в Вірменській апостольській церкві.
Дослівно матах означає «піднести сіль» — матуцанел (піднести) та ах (сіль). Головний сенс матаха — дар Богу, через створення милостині бідним, пожертвування. Здійснюється або у вигляді благодійної трапези, або — роздачею м'яса пожертвуваної тварини. Матах не є встановленням Церкви, а формою народного благочестя.

## Ставлення Вірменської Апостольської церкви
На жаль, багато хто, зокрема вірмени, нині неправильно розуміють сутність матаха, ототожнюючи його з дохристиянським жертвопринесенням, через що Вірменська церква періодично роз'яснює своїм парафіянам, що матах — це милостиня, а не жертва тварин.
Таким чином, матахом в Вірменській Церкві є не жертва тварин, а будь-яка милостиня. А самі священики ВАЦ освячують лише сіль, яку можна додати до будь-якої їжі та роздати нужденним. Але священик не освячує тварин, через що може скластися помилкове враження.

## Види пожертвування

### Рослинна жертва
Рослинний компонент у їжі людини, це насамперед хлібний компонент. У вірмен це лаваш. У вірменській культурі існує традиція приготування жертовного лаваша. Для такого лаваша борошно певної якості має бути зібране в семи будинках, а не просто взяте з скрині. Випікання жертовного лаваша відбувається без солі та закваски — таким чином він виходить прісним. Жертвовий лаваш повинен бути розданий у сім будинків, які потребують хліба, потребують допомоги в їжі. Роздають його самі жертводавці цього лаваша.

### Тваринна жертва
У вірменській традиції існує чотири градації тварин жертв:
1. Мінімальна жертва — пара голубів.
2. Півень.
3. Основна жертва — баран.
4. Вища жертва — бик.

Жертва птахом проводиться окремо жінками, а бараном — окремою родиною. Вища жертва (жертва биком) може здійснюватися лише азгом тобто сімейно-спорідненою групою, що налічує у своєму складі сім'ї кількох поколінь і відгалужень, що бере свій початок по чоловічій лінії від загального предка прабатька. Тільки азгове жертвопринесення, тобто загальносуспільне, загальносільське, може бути принесене у формі бика. За традицією, бик повинен бути завжди чоловічої статі та темного, в основному, чорного кольору.

## Порядок виконання
Для виконання матаха необхідні тварина, яка має бути особиною чоловічої статі (ягня, бичок, півень або голуб), і сіль. Не можна жертвувати хвору тварину, яка має каліцтва, оскільки дари, які Бог підносить, повинні бути чистими і непорочними. Заколювати тварину повинен чоловік. Голову і нутрощі необхідно закопати в землі, щоб залишки тварини, яка буде освячена внаслідок обряду матаха, не діставалися в їжу іншим тваринам. Даровану тварину не можна приводити до храму.
У варінні жертовної страви беруть участь жінки. Жертовна їжа може бути засмажена. У той же час м'ясо може бути не тільки вареним, воно може бути роздано в сирому вигляді в сім бідних будинків або спожите самими, але з неодмінним запрошенням сусідів, родичів тощо.
Оскільки матах — це не кровне жертвопринесення, роль священнослужителя зводиться виключно до освячення солі, що приноситься жертвувачем. Тобто Церквою благословляється не сама тварина, а саме сіль, оскільки вона є символом чистоти та освячення. Церковне обґрунтування присутності в обряді солі полягає в тому, що внаслідок гріха, вчиненого Адамом, земля була проклята, і все стало порочним, тому благословляючи сіль, священник освячує її, і тварина, вживаючи сіль, очищається нею. Освяченою сіллю годується тварина, після вибою м'ясо вариться у воді, приправленій цією ж сіллю. Нічого, крім солі, до м'яса не додається.
Замість м'яса тварини може бути здійснена будь-яка пожертва, наприклад хліб, інша їжа, одяг, гроші тощо. буд. Бенкет або вживання м'яса пожертвуваної тварини не є сенсом матаха, який полягає у прояві милосердя та благодійності: той, хто чинить матах, подає хліб насущний незаможним, тим самим виконуючи заповідь.
Матах не можна здійснювати в середу та п'ятницю, а також у дні посту. М'ясо матаха заборонено зберігати вдома як їжу, але необхідно того ж дня з'їсти його за трапезою або роздати незаможним. М'ясо бичка за традицією роздається в 40 будинків, ягняти — в 7 будинків, а півня — в 3 будинки. Традиція вживання м'яса голуба втрачена серед сучасних вірмен, а тому серед невоцерковлених з'явилася традиція такого собі «символічного матаха», коли голуб випускається в небо. Однак така традиція не має сенсу пожертвування бідним і не передбачає освячення солі, а тому і матахом по суті не є.
Людьми невоцерковленими, а також християнами інших традицій, матах може сприйматися як кровна жертва, подібна до старозавітних чи язичницьких жертвоприношень. Серед невоцерковленого народу існує багато неправильних, що пов'язуються з матахом, схожих з язичництвом обрядів і звичаїв. Люди не знають і не бажають з'ясувати в церкві навіщо і як робити матах, вважають за необхідне привести тварину до церкви з подальшими діями на кшталт ходу навколо храму перед убоєм і маніпуляціями з кров'ю, якою або обмазуються самі, або бризкають на стіни. Такі дії церквою категорично не підтримуються.
Матах не є кровною жертвою, подібною до старозавітних чи язичницьких жертвоприношень. Згідно з християнським віровченням, Ісус Христос пролив свою кров за людські гріхи на хресті, таким чином зникла необхідність отримання відпущення гріхів пролиттям крові тварини, яка існувала у Старому Завіті. Тому головний сенс матаха — прояв милосердя. Сама сутність матаха відповідає духу та заповідям Нового Завіту і не суперечить йому. Матах — не унікальне явище у християнстві, у давній християнській церкві після літургії мали місце «трапези любові», які готувалися для хворих та незаможних.
|                                                     | Коли ти справляєш обід чи вечерю, не клич друзів своїх, ні братів своїх, ані своїх родичів, ні сусідів багатих, щоб так само й вони коли не запросили тебе, і буде взаємна відплата тобі. Але, як справляєш гостину, клич убогих, калік, кривих та сліпих, і будеш блаженний, бо не мають вони чим віддати тобі, віддасться ж тобі за воскресіння праведних |
| — Апостол Лука, Біблія, Євангеліє від Луки 14:12-14 | |

Матах в Вірменській апостольській церкві звершується з різних приводів, частіше як подяка Богові за милість або з проханням про допомогу. Найчастіше матах виконується як обітниця за благополучний результат чогось, наприклад повернення з армії сина або одужання від тяжкої хвороби члена сім'ї, а також твориться як клопотання за упокій. Однак і заведено робити матах у вигляді суспільної трапези членів парафії в період великих церковних свят або у зв'язку з освяченням церкви.

## Історія
Обряд матаха з'явився за часів святого Григорія Просвітителя. Передання Вірменської церкви повідомляє, що після прийняття християнства у Вірменії у 301 році, перед Церквою постало питання про використання тварин, які раніше спеціально вирощувалися для принесення жертв у язичницьких храмах. Оскільки жертвою Господа Ісуса Христа були усунені жертви тварин, то святий Григорій Просвітитель запропонував використовувати тварин для жертви милості. Тепер християнин міг зробити жертву не кров'ю тварини, а у вигляді благодійності, роздавши м'ясо бідним.
Відомо так, що після прийняття Вірменією християнства з нагоди перемоги в битві з гунами цар Тирдидат з усім своїм оточенням на чолі зі св. Григорієм Просвітителем у церкві св. Іоанна Предтечі в Тароні в подяку Богові здійснив матах, заколовши безліч тварин і роздавши їх народу.
Таким чином, в Вірменській церкві встановився звичай, не лише приватно жертвувати тварин у їжу нужденним, а й влаштовувати громадські трапези для народу в дні великих свят, у зв'язку з освяченням церков, хачкарів та інших подій.

## Аналогічні обряди інших християнських народів
Аналогічний матах обряд існує і в Грузинській православній церкві, яка сьогодні належить до православних церков візантійської традиції, але до VII століття була тісно пов'язаною з ВАЦ і обрядово, і догматично, і ієрархічно.
Зберігся матах і в удін, що були послідовниками Алванського католикосату Вірменської Апостольської Церкви.